# Diplocampta roederi
Diplocampta roederi är en tvåvingeart som först beskrevs av Charles Howard Curran 1931.  Diplocampta roederi ingår i släktet Diplocampta och familjen svävflugor. Inga underarter finns listade i Catalogue of Life.